# Rubén Gajardo
Rubén Gajardo Chacón (Valparaíso, 26 de abril de 1936) es un abogado, académico y político chileno, militante del Partido Demócrata Cristiano (PDC). Ejerció como diputado de la República en representación del distrito n° 4, de la Región de Antofagasta durante dos periodos consecutivos, desde 1990 hasta 1998. Posteriormente ejerció como concejal de la comuna de Antofagasta, entre 2000 y 2004. Actualmente, se desempeña como académico en la Facultad de Ciencias Jurídicas de la Universidad de Antofagasta, donde ejerció el cargo de decano durante cuatro periodos hasta el año 2022.

## Biografía

### Familia y estudios
Nació en Valparaíso, el 26 de abril de 1936, hijo de Olga Chacón y de Luis Rubén Gajardo.
Estuvo casado con María Inés Morales, con quien tuvo un hijo de nombre Rubén Gajardo Morales. En 2010, contrajo segundas nupcias con Érika Basáez Ponce, con quien tuvo una hija de nombre Olga Gajardo Basáez.
Los estudios primarios los realizó en las escuelas públicas de Casablanca, Valparaíso y San Bernardo y los secundarios, en Osorno, Cauquenes y Santiago. Tras finalizar su etapa escolar, ingresó a la Facultad de Derecho de la Universidad de Chile. Juró como abogado el 7 de agosto de 1967.

### Vida laboral
En el ejercicio de su profesión de ha desempeñado como Actuario de diferentes juzgados del crimen de Santiago y como agente judicial en Maule y Valdivia. Además, como abogado de la Corporación de Fomento de la Producción (CORFO).
Desde el año 1997 es profesor de Derecho del Trabajo y de Seguridad Social en la Universidad de Antofagasta (UA), ejerciendo el cargo de decano en la Facultad de Ciencias Jurídicas, desde el año 2006 hasta el año 2009 y, posteriormente, desde el año 2013 hasta el año 2022, por tres periodos consecutivos.

## Trayectoria política
Su trayectoria política comenzó cuando asumió la vicepresidencia de la Juventud Demócrata Cristiana (JDC); luego, en Antofagasta asumió como presidente del Frente de Profesionales de su partido; en 1983 llegó a obtener el cargo de presidente provincial y jefe de formación y capacitación doctrinaria. Fue presidente de la Alianza Democrática de Antofagasta, representando a la Democracia Cristiana. Integró también la Asamblea de la Civilidad.
En las elecciones parlamentarias de 1989 fue elegido como diputado por el distrito n° 4 de Antofagasta, Mejillones, Sierra Gorda y Taltal, por el período 1990-1994; integró las Comisiones Permanente de Trabajo y Seguridad Social y la de Minería y Energía; miembro titular de cuatro Comisiones Mixtas. Formó parte del Comité parlamentario de la Democracia Cristiana, siendo en 1992, jefe de Comité.
En las elecciones parlamentarias de 1993, fue reelecto como diputado por el mismo distrito, para un nuevo período legislativo (1994-1998). Presidió la Comisión Permanente de Trabajo y Seguridad Social y la de Minería y Energía. Formó parte de la Comisión Especial Investigadora de Codelco. Tuvo una importante participación en la «Ley de Patentes Mineras», entre muchos otros proyectos.
En las elecciones parlamentarias de 1997 buscó la reelección como diputado, sin éxito.
En marzo de 2000, fue designado por el presidente Ricardo Lagos como secretario regional ministerial (Seremi) de Justicia, cargo al que presentó su renuncia el 19 de mayo del mismo año.
En las elecciones municipales de 2004, fue elegido como concejal de la Municipalidad de Antofagasta. Obtuvo 5.894 votos, correspondientes al 6,38% del total de los sufragios válidos, por el periodo 2004-2008. Antes de terminar su periodo —en las elecciones municipales de 2008— postuló a la reelección sin ser electo.

## Historial electoral

### Elecciones parlamentarias de 1989
- Elecciones parlamentarias de 1989, candidato a diputado por el distrito 4 (Antofagasta, Mejillones, Sierra Gorda y Taltal)[3]

### Elecciones parlamentarias de 1993
- Elecciones parlamentarias de 1993, candidato a diputado por el distrito 4 (Antofagasta, Mejillones, Sierra Gorda y Taltal)[4]

### Elecciones parlamentarias de 1997
- Elecciones parlamentarias de 1997, candidato a diputado por el distrito 4 (Antofagasta, Mejillones, Sierra Gorda y Taltal)[5]